# Hossein Sadaghiani
Amir Hossein Sadaghiani (Tabriz, 1º gennaio 1903 – Teheran, 1º dicembre 1982) è stato un allenatore di calcio e calciatore iraniano, di ruolo attaccante.

## Carriera

### Giocatore
Nella stagione 1929-1930 ha giocato col CS Marchienne-Monceau nella massima serie belga. Dal 1930 al 1934 ha giocato invece col Charleroi, sempre in questo campionato; ha poi vestito la maglia dei turchi del Fenerbahçe.

### Allenatore
Dal 1941 al 1948 è stato commissario tecnico della Nazionale iraniana; ha ricoperto tale incarico anche dal 1949 al 1950.